# Wally Funk
Mary Wallace "Wally" Funk (født 1. februar 1939) er en amerikansk pilot og Goodwill Ambassador (En person der rejser rundt og er fortaler for venskaber og godhed). Hun var den første kvindelige luftfartssikkerhedsforsker for National Transportation Safety Board, den første kvindelige civile flyveinstruktør i Fort Sill, Oklahoma, og den første kvindelige Federal Aviation Agency inspektør samt en af kvinderne, der gennemgik en uofficiel astronaut-træning under, hvad der nu kendes som Mercury 13.

## Tidligt liv
Funk blev født i Las Vegas, New Mexico (ikke at forveksle med Las Vegas, Nevada), i 1939  og voksede op i Taos, New Mexico . Hendes forældre ejede en butik med et bredt sortiment. Familien havde en samling kunstværker fra kunstnere på Taos kunstkoloni, da kunstnerne ville bytte deres kunstværker for at afbetale deres gæld i butikken.
Som barn blev Funk fængslet af fly. Da hun var et år gammel, tog hendes forældre hende til en lufthavn i nærheden af hvor de boede i New Mexico, og hun kom tæt på en Douglas DC-3, et tidligere passagerfly. "Jeg går lige på rattet, og jeg prøver at dreje møtrikken," sagde hun. "Moren sagde derefter: 'Hun kommer til at flyve.'"  Hun blev interesseret i mekanik og byggede modelfly og skibe. Da hun var syv, lavede hun fly fra balsatræ. Som ni-årig havde hun sin første flyvetime.
Funk var også en bredtfavnende udendørs kvinde, der brugte megen tid på at cykle, ride, stå på ski, jage og fiske. I en alder af 14 var hun en dygtig skarpskytte og modtog Distinguished Rifleman's Award.  National Rifle Association of America sendte hendes utrolige skyderesultater til præsidenten, Dwight Eisenhower, og han skrev tilbage til hende.  På samme tid repræsenterede hun det sydvestlige USA som Top Kvindelig Skiløber, Slalom og Downhill løb i USA konkurrence.

## Uddannelse og flyskole
Som gymnasieelev ønskede Funk at tage kurser såsom Mekanisk Tegning og Bilmekanik, men fordi hun var pige, fik hun kun lov til at tage kurser som Hjemmeøkonomi. Frustreret forlod Funk gymnasiet tidligt i en alder af 16 år og trådte ind i Stephens College i Columbia, Missouri. Funk blev medlem af "Flying Susies" og blev den bedste i sin klasse med 24 piloter. Hun dimitterede i 1958 med sit pilotcertifikat og en Associate of Arts-degree.
Funk fortsatte med at gennemføre en Bachelor of Science grad ved Oklahoma State University, der hovedsageligt blev trukket derhen af deres berømte "Flying Aggies" -program.  Mens hun var på OSU, opnåede Funk et stort antal luftfartøjsinstrumenterings- og instruktionsvurderinger, herunder hendes kommercielle, enkeltmotorede land, flermotorede land, enmotorede hav, instrument, flyveinstruktør og alle grundinstruktørers ratings. Funk blev valgt som officer for "Flying Aggies" og fløj for dem i International Collegiate Air Meets. Hun modtog "Outstanding Female Pilot" -trofæet, "Flying Aggie Top Pilot" og "Alfred Alder Memorial Trophy" to år i træk. 
I 1964 blev hendes arbejde inden for luftfart anerkendt, da hun blev den yngste kvinde i Stephen's College's historie, der modtog "Alumna Achievement Award".

## Luftfartskarriere
Som 20-årig blev Funk en professionel pilot. Hendes første job var i Fort Sill, Oklahoma, som en civil flyveinstruktør for ikke-kommissionerede og kommissionerede officerer fra den amerikanske hær.  Funk var den første kvindelige flyveinstruktør på en amerikansk militærbase.  I efteråret 1961 accepterede hun et job som certificeret flyveinstruktør, charter og chefpilot hos et luftfartsselskab i Hawthorne, Californien.
Funk fik sin Airline Transport Rating i 1968, den 58. kvinde i USA, der gjorde det. Hun søgte til tre kommercielle flyselskaber, men blev ligesom andre kvalificerede kvindelige piloter afvist på grund af hendes køn.
I 1971 fik Funk titlen flyveinspektør fra Federal Aviation Administration (FAA), da hun blev den første kvinde til at gennemføre FAAs General Aviation Operations Inspector Academy kursus, som inkluderer pilotcertificering og flyvetestprocedurer, håndtering af ulykker og overtrædelser. Hun arbejdede i fire år med FAA som felteksaminator, den første kvinde til at opnå dette. I 1973 blev hun forfremmet til FAA SWAP (Systems Worthiness Analysis Program) som specialist, den første kvinde i USA, der havde denne stilling. I slutningen af november 1973 trådte Wally igen ind i FAA Academy for at tage kurser, der involverede lufttaxi-, charter- og luftfartsudlejningsvirksomheder. 
I 1974 blev Funk hyret af National Transportation Safety Board (NTSB) som sin første kvindelige luftfartssikkerhedsundersøger .  Funk undersøgte 450 ulykker, der spændte fra simple ting, til et fatalt nedbrud i et lighus.  Hun opdagede, at folk, der dør i små-flystyrt, ofte får deres smykker, sko og tøj fjernet af påvirkningen.
Samtidig deltog Funk i mange luftløb.   Hun fik en 8. plads i Powder Puff Derby's 25. årlige løb, 6. plads i Pacific Air Race og 8. plads i Palms to Pines Air Race. Den 16. august 1975 fik hun andenpladsen i Palms to Pines All Women Air Race fra Santa Monica, Californien til Independence, Oregon. Den 4. oktober 1975, med sin røde og hvide Citabria, vandt Wally Pacific Air Race fra San Diego, Californien til Santa Rosa, Californien mod 80 deltagende konkurrenter. 
Funk trak sig tilbage fra sin stilling som flyvesikkerhedsundersøger i 1985 efter i 11 år.  Funk blev derefter udnævnt til FAAs sikkerhedsrådgiver og blev en berømt pilot-træner og taler for luftfartssikkerhed.  I 1986 var hun USAs vigtigste taler på The World Aviation Education and Safety Congress. I 1987 blev Funk udnævnt til Chief Pilot ved Emery Aviation College, Greeley, Colorado, der overvåger hele flyveprogrammerne for 100 studerende fra private til flermotorige flyveinstruktør- og helikoptervurderinger.
Funk har været chefpilot for fem luftfartsskoler i hele USA.  Indtil i dag har hun som professionel flyveinstruktør soloet mere end 700 studerende og gennemført 3.000 private, kommercielle, multimotorede, vandflyvende, svævefly, instrument, CFI, Al og lufttransportpiloter. 

## Rumkarriere

### Mercury 13
I februar 1961 meldte Funk sig frivilligt til programmet "Kvinder i rummet". Programmet blev drevet af William Randolph Lovelace og havde støtte fra NASA, på trods af at det manglede officielle regeringssponsorering. Funk kontaktede Lovelace og redegjorde for hendes erfaring og præstationer. Til trods for at være yngre end rekrutteringsalderen 25-40, blev Funk inviteret til at deltage.  Femogtyve kvinder blev inviteret, 19 tilmeldte og 13 dimitterede, inklusive Funk, der som 21-årig var den yngste. På nogle tests scorede hun bedre end John Glenn. Medierne kaldte gruppen " Mercury 13 ", en henvisning til Mercury 7 . 
Som de andre deltagere i programmet gennemførte Funk strenge fysiske og mentale tests. I en test blev frivillige anbragt i sensoriske deprivationstanke . Funk var i tanken uden hallucination i 10 timer og 35 minutter, en rekord. Hun bestod sine prøver og var kvalificeret til at gå ud i rummet. Hendes score var den tredje bedste i Mercury 13- programmet. På trods af dette blev programmet aflyst, før kvinderne skulle gennemgå deres sidste test. 
Efter at Mercury 13-programmet blev annulleret, blev Funk en Goodwill-ambassadør .

### Senere karriere
Funk har fortsat med at drømme om at gå ud i rummet. Da NASA endelig begyndte at acceptere kvinder i slutningen af 1970'erne, ansøgte Funk tre gange. På trods af hendes imponerende legitimationsoplysninger blev hun afvist for ikke at have en ingeniørgrad eller baggrund som testpilot. 
I 1995 blev oberstløjtnant Eileen Collins den første kvinde, til at styre en rumfærge ud i rummet; Funk var for gammel til at kvalificere sig til at blive en rumpilot, da Collins blev en. Funk og seks andre medlemmer af Mercury 13 blev inviteret til at være Collins gæster ved lanceringen, og NASA gav dem en VIP-rundvisning bag kulisserne i Kennedy Space Center-komplekset. 
I 2012 investerede hun i at være en af de første mennesker til at flyve ud i rummet via Virgin Galactic . Pengene til flyvningen kom fra Funks egen bog og film royalties og familiepenge.
Den 1. juli 2021 meddelte Blue Origin, at Funk vil flyve på den første bemandede flyvning med New Shepard . Hun vil være en del af et firemands besætning, inklusive Jeff Bezos og hans bror.  Hun vil være den ældste person, der flyver til rummet, efter John Glenns rekord i en alder af 77 år i 1998 (ombord på STS-95 ). 

## Personlige liv
Funk bor i øjeblikket i Roanoke, Texas. Hun nyder sport og at forny antikke biler med en samling, der inkluderer en Hooper Silver Wraith fra 1951. 
Hun har over 19.000 flyvetimer og Pr.  juni 2019 flyver hun stadig hver lørdag som instruktør. 

## Præmier og hædersbevisninger
- I 1964 blev Funk den yngste kvinde i Stephen's College's historie, der modtog Alumna Achievement Award.[5]
- I 1965 blev Funk udvalgt til en af de fremragende unge kvinder i Amerika, "i anerkendelse af hendes enestående evne, præstationer og service til sit samfund, land og erhverv". [4]
- I 2012 filmede hun sin livshistorie for Travelling Space Museum.
- I 2017 blev Wally Funk's navn indskrevet på Smithsonian National Air & Space Museum's Wall of Honor "i anerkendelse af dit bidrag til vores luftfarts- og efterforskningsarv".
- Funk er opført i "Who's Who in Aviation".

## Eksterne links
- Officiel hjemmeside
- Wally Funk-profil fra Ninety-Nines, Inc., den internationale organisation for kvindelige piloter